# داوید کوپژیکا
داوید کوپژیکا (چکی: David Kopřiva؛ زادهٔ ۱۸ اکتبر ۱۹۷۹) قایقران روئینگ اهل جمهوری چک است.